# 에리히 케스트너

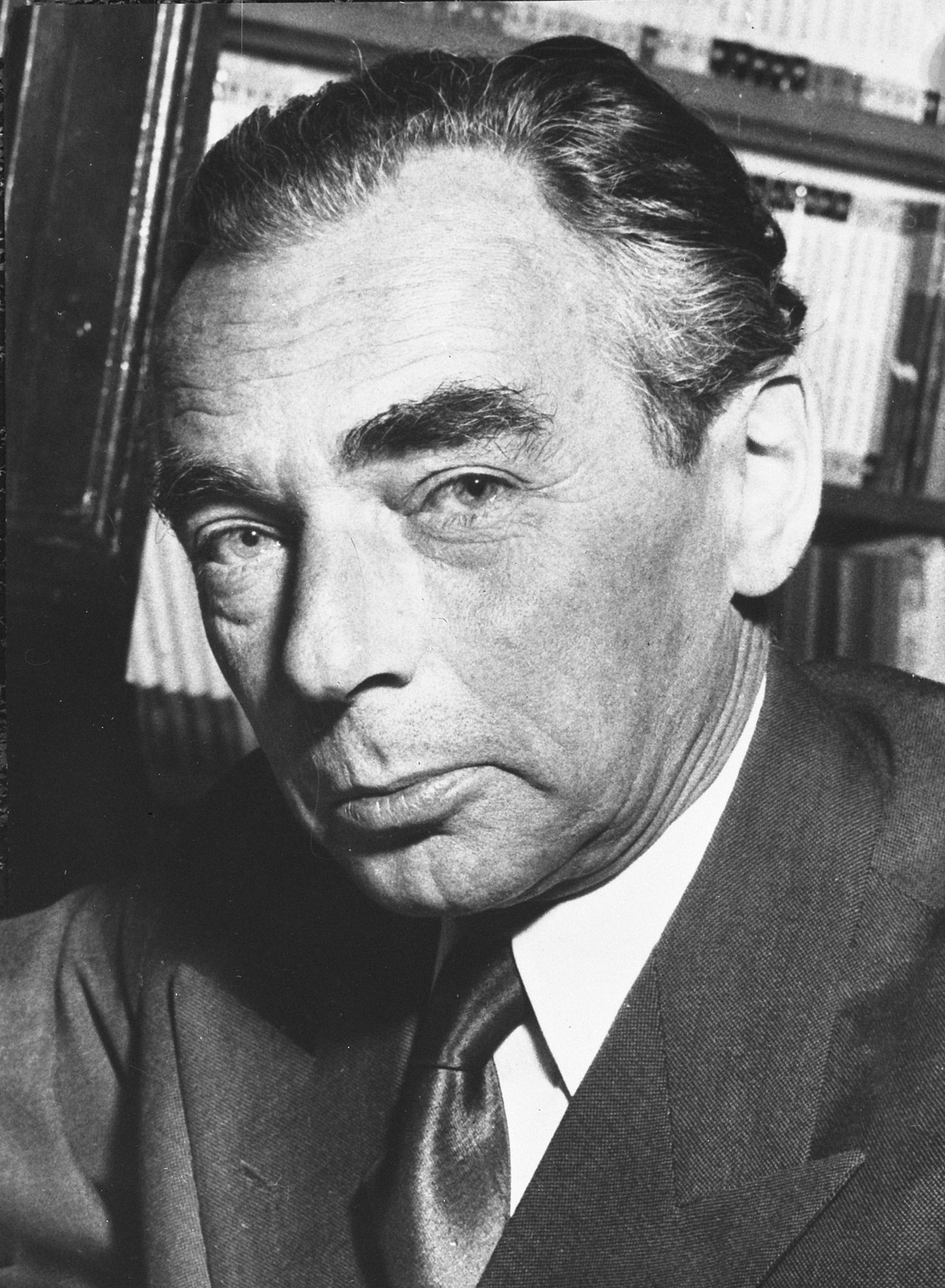
1961년

에리히 케스트너 (Erich Kästner, 1899년 2월 23일 ~ 1974년 7월 29일) 은 독일의 소설가이자 시인이다. 독일에서는 드물게 유머가 넘치는 작품을 썼으며 풍자적인 시도 썼다.
가난한 직공의 아들로 드레스덴에서 출생하였다. 장학금을 얻어 라이프치히, 베를린 양 대학에서 배워 학위 취득 후 저널리스트가 되고 처녀시집 《허리 위의 심장》(1928)을 간행한 후 창작에 전념하였다. 풍자소설 《파비안》(1930)을 비롯하여, 소년문학의 걸작인 《에밀과 소년 탐정》(1928), 《하늘을 나는 교실》(1933), 《두 사람의 로테》(1949) 등을 발표했다. 국제 펜 클럽 부회장을 지내기도 했다.
케스트너는 냉혹한 관찰안으로 세상을 풍자한 합리주의자이며 나치스 시대에는 집필금지, 분서(焚書)나 체포 등 헤아릴 수 없는 박해를 받았음에도 불구하고 인생에 희망을 잃지 않고 소년문학에 밝은 신풍을 불어넣었다는 평가를 받았다.